# Notocharis tayabasensis
Notocharis tayabasensis är en insektsart som beskrevs av Frederick Arthur Godfrey Muir 1925. Notocharis tayabasensis ingår i släktet Notocharis och familjen kilstritar.
Artens utbredningsområde är Filippinerna. Inga underarter finns listade i Catalogue of Life.